# Crazy (песня Zivert)
«Crazy» — песня российской поп-певицы Zivert, выпущенная 5 июля 2019 года в качестве сингла на лейбле «Первое Музыкальное издательство». Она была записана в рамках кампании «Всё только начинается», запущенной в честь 60-летия бренда Pepsi.

## История
Это клип-настроение. В каждом кадре хотелось передать любовь к жизни и подчеркнуть ее невероятность и многогранность. Видео наполняют яркие персонажи, у каждого из них своя история, которая заряжает позитивом!Тарас Голубков о клипе «Crazy»
Тизер к клипу был выложен в Facebook-аккаунте российского Pepsi за неделю до выхода музыкального видео.
Релиз официального видеоклипа на трек состоялся 18 июля 2019 года на YouTube-канале Pepsi. В нём Zivert убегает со съёмок. На пути она видит разных личностей — отдыхающих людей, спортсменов, моделей — все они наслаждаются летним днём, танцуя и подпевая певице. Режиссёром видео выступил Тарас Голубков, ранее работавший с такими известными исполнителями, как Monatik, Сати Казанова, Markus Riva и другими.
3 октября 2019 года Zivert исполнила «Crazy» вместе со своими другимим песнями на своём сольном концерте в зале «Главклуб Green Concert» в Москве.

## Отзывы
Артём Кучников из ТНТ Music предположил, что «Crazy» может стать «желанным» треком для курортных танцполов и заметил, что данная композиция «вновь отсылает» к хаус-звучанию 90-х в духе предыдущей сольной песни Zivert «Шарик», с «чьей помощью способна расшевелить любого». Также обозреватель включил этот сингл в список треков недели и заявил: «вернём немного ощущения 90-х в подборочку. А вернее, внесём „настроения Crazy Love“».